# Xanthosoma bayo
Xanthosoma bayo är en kallaväxtart som beskrevs av George Sydney Bunting. Xanthosoma bayo ingår i släktet Xanthosoma och familjen kallaväxter.
Artens utbredningsområde är Venezuela. Inga underarter finns listade.